# Site malicioso
Sites maliciosos são sites em que podem se encontrar vírus e malwares. O Google registra mais de 9.000 sites maliciosos por dia. Nos últimos anos, o Google fez uma análise aos sites mais perigosos da internet. Estes sites estão carregados de vírus como cavalo de troia, que acabam se instalando disfarçadamente no computador.